# Nueva York - París de 1908

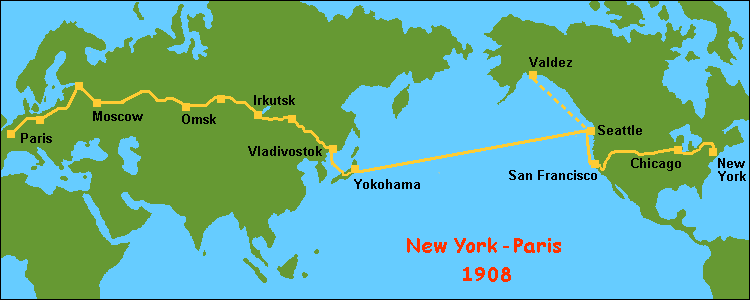
Mapa de la ruta empleada en la carrera.

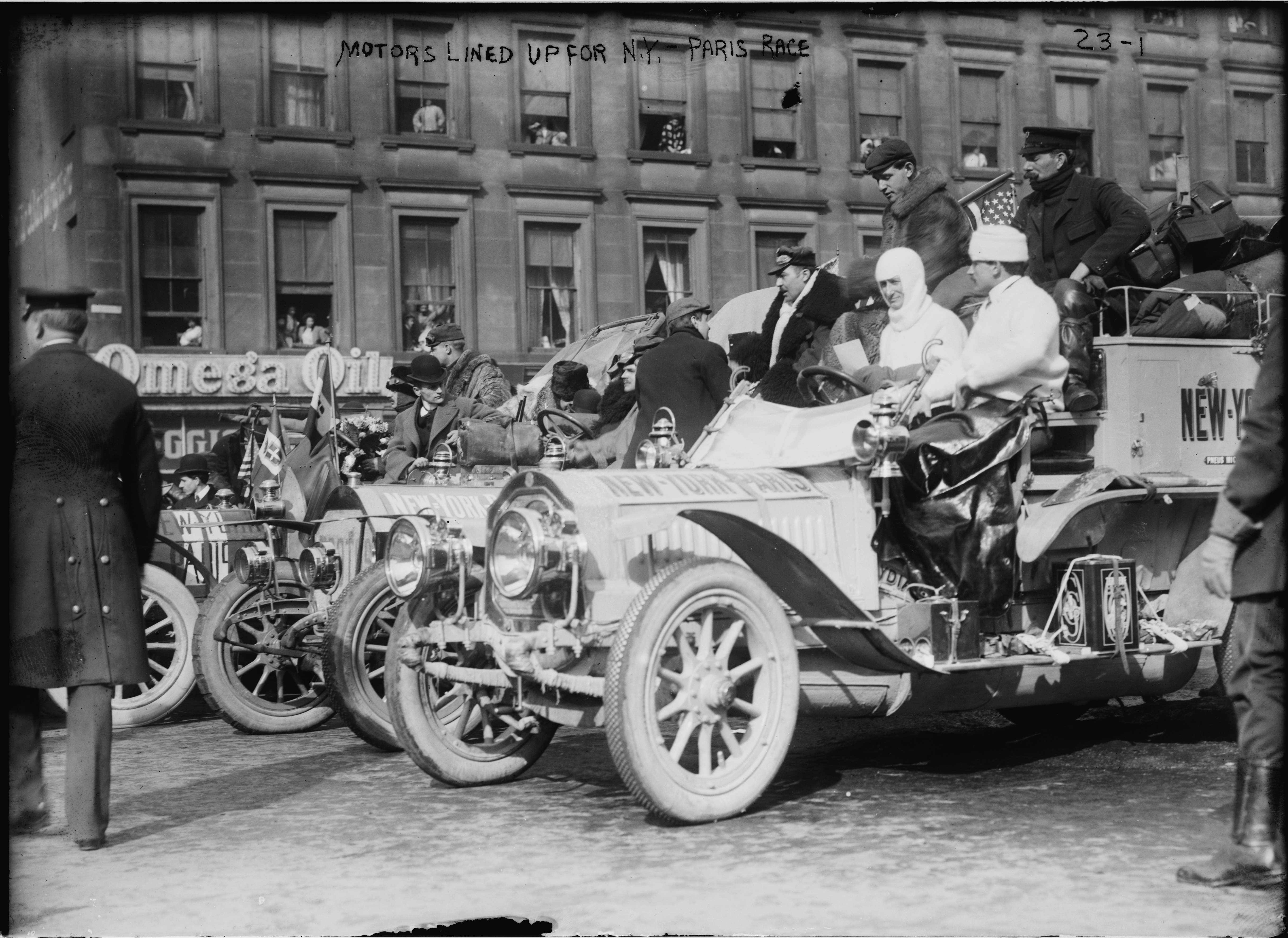
Los coches alineados en la línea de salida: De Dion-Bouton (en frente), Protos y Motobloc.

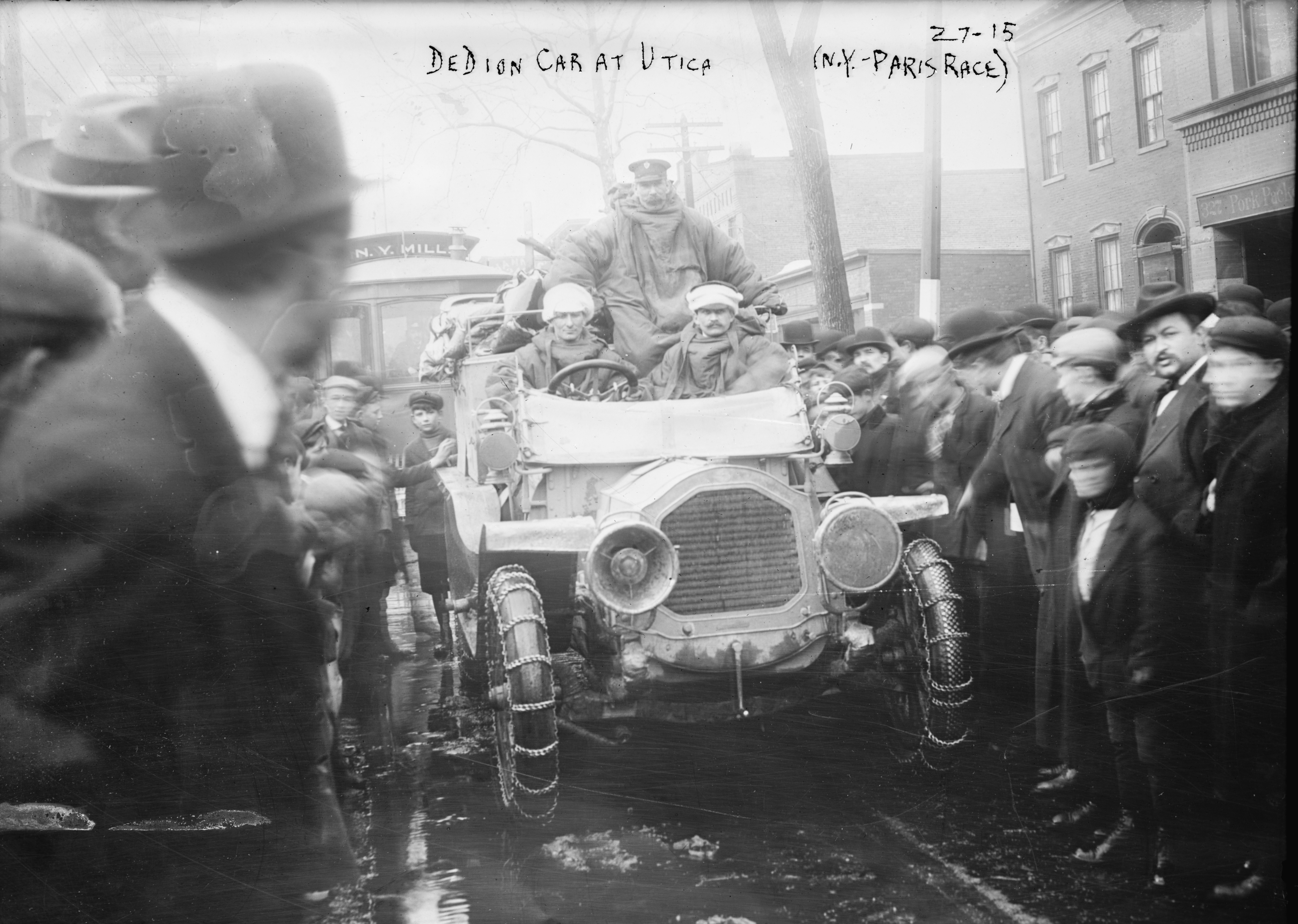
De Dion-Bouton en Utica, Nueva York.

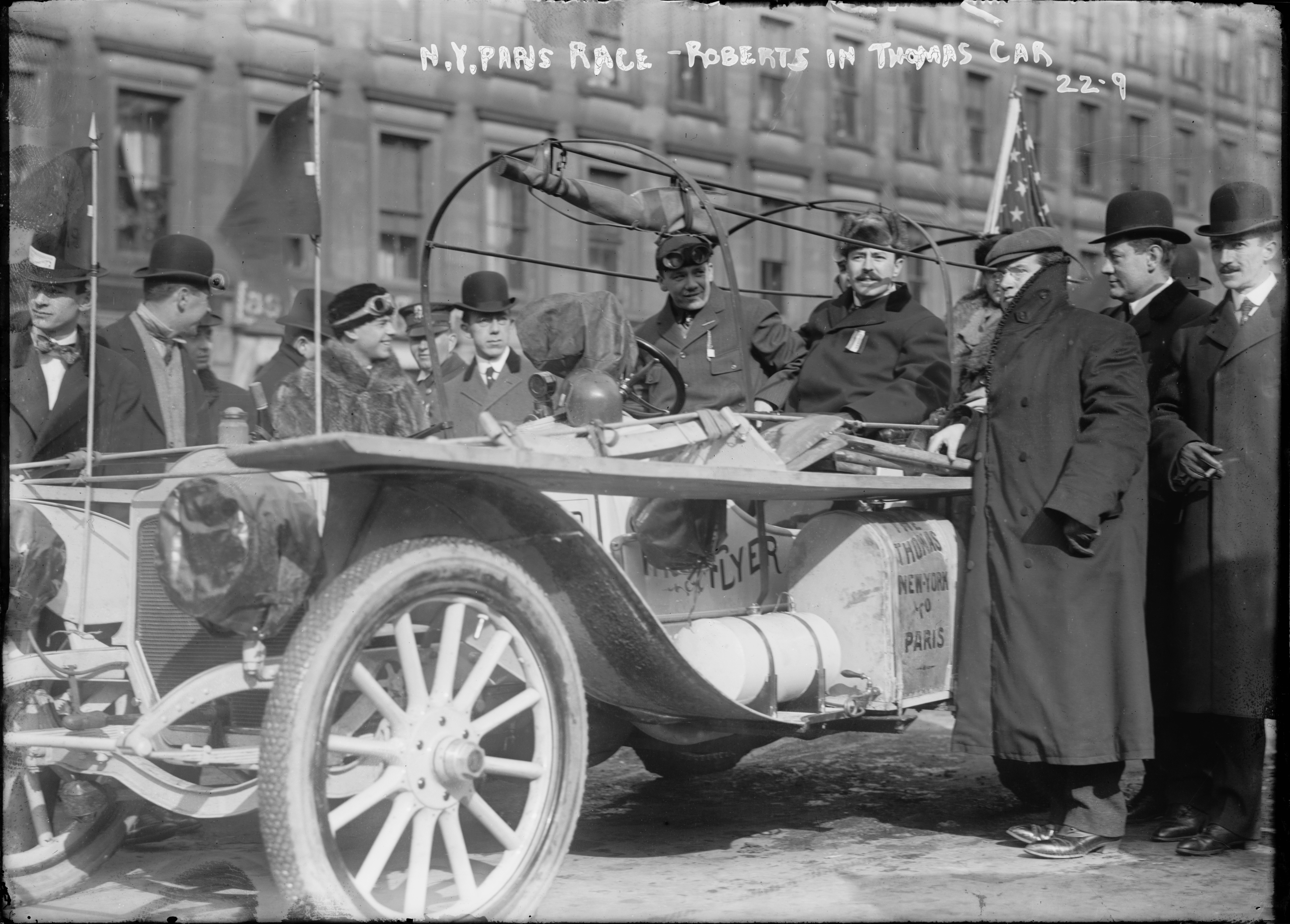
Los ganadores de la carrera.

La Carrera Nueva York - París de 1908 (nombre original en inglés: 1908 New York to Paris Race) fue una competición automovilística celebrada en 1908, con salida en Nueva York y meta en París. Fue organizada por el periódico New York Times, y en ella se inscribieron 6 automóviles: 3 franceses, 1 alemán, 1 italiano y 1 estadounidense. El ganador fue el alemán George Schuster a bordo de un Thomas Flyer representando a Estados Unidos.
La carrera fue inspirada por la prueba Pekín - París de 1907, pero en esta ocasión tendría como salida la ciudad de Nueva York, con un trasbordo en barco de 240 km desde Nome a través del Estrecho de Bering hasta East Cape en Siberia, aunque finalmente se tuvo que atravesar el océano Pacífico desde Seattle.

## Historia
La salida se tomó a las 11:15 del 12 de febrero en el Times Square de Nueva York. Los seis participantes estaban formados por:
- Un Protos de Alemania
- Un Züst de Italia
- Un De Dion-Bouton de Francia
- Un Motobloc de Francia
- Un Sizaire-Naudin de Francia
- Un Thomas Flyer de Estados Unidos

El Thomas Flyer americano fue el primer vehículo en llegar a San Francisco, empleando para ello 41 días, 8 horas y 15 minutos.
La ruta luego los llevó a Valdez, (Alaska) por barco. El equipo americano se encontró con unas duras condiciones en Alaska, y la carrera fue desviada a través del Pacífico en barco de vapor hasta Japón. Continuó por barco hasta Vladivostok, (Siberia) para empezar a cruzar los continentes de Asia y Europa. Solo tres de los competidores llegaron más allá de Vladivostok: el Protos, el Züst, y el Thomas Flyer.
La tundra de Siberia y Manchuria fue una pesadilla para los equipos. Finalmente, el mejor estado de las carreteras de Europa acercó al equipo americano a París el 30 de julio de 1908, resultando los vencedores. Los alemanes habían llegado a París cuatro días antes, pero fueron sancionados con un total de 30 días por no ir a Alaska y por realizar parte del recorrido en un vagón de ferrocarril. Eso le dio la victoria a los estadounidenses con George Schuster al volante por 26 días. Los italianos llegaron más tarde, en septiembre de 1908. En total fueron 169 días.
La carrera fue de interés internacional, con cobertura diaria en la primera página del New York Times (uno de los patrocinadores de la carrera junto al periódico parisino Le Matin). La importancia del evento se extendió más allá de la propia carrera. Junto con la carrera Pekín-París, que tuvo lugar el año anterior, contribuyó a que los automóviles empezaran a considerarse como un medio de transporte de masas y en grandes distancias, más allá de una pura diversión para los ricos. También dio lugar a la petición de mejora del estado de las carreteras, pues antes de la competición había muy pocas carreteras pavimentadas, y en muchas partes del mundo no había carreteras siquiera. Los equipos tuvieron que viajar en vagones de ferrocarril cuando no había ninguna carretera disponible.

## Cine
- La película La carrera del siglo, (The Great Race) de 1965 dirigida por Blake Edwards, estuvo ligeramente basada en esta carrera, aunque muy ficcionalizada con fines cómicos.
- En 2008 se editó The Greatest Auto Race on Earth, un documental sobre la carrera.